# Keoladeo Nemzeti Park
A Keoladeo Nemzeti Park (teljes nevén Keoladeo Ghana Nemzeti Park) India Rádzsasztán államában, Agrától 50 km-re nyugatra található. A közel 28,5 ezer km²-es terület, kedvező természeti adottságainak köszönhetően, a vízi és vándormadarak gazdag populációjával büszkélkedhet. A korábban a maharadzsáknak vadászterületként szolgáló helyet 1981-ben védett nemzeti parkká nyilvánították, majd az UNESCO 1985-ben felvette a világörökségi listára mint természeti helyszínt (x) a világ egyik leggazdagabb vízi madárvilága miatt.

## Elhelyezkedése
A nemzeti park Rádzsasztán államban, mintegy 28,5 ezer km²-nyi területet foglal el. Az állam fővárosától, Dzsaipurtól 179 kilométerre, északkeletre, Agrától 50 km-re nyugatra található. A területet a Gambhir és a Banganga folyók találkozása öleli közre. Nevét, Keoladeo, egy Sivának szentelt ősi templomról kapta, de a közeli település után Bháratpurnak is nevezik.

## A táj jellege
A nemzeti park területét korábban feltöltötték, melynek célja az volt, hogy a közelben fekvő Bháratpurt megvédjék az áradásoktól. Eleinte a terület egyes részei maguktól megsüllyedtek az esőzések következtében, de a 18–19. században duzzasztógátakkal, zsilipekkel különböző vízszintű területeket alakítottak ki, így tavakat, mocsaras területeket, lápokat hoztak létre, melyek között mezők, dzsungelszerű erdőségek, bozótosok is megtalálhatók. A tájnak ez a sokszínűsége kitűnő lehetőséget biztosít a különféle vízi madarak fészkeléséhez.

## A park története
Mivel a park megfelelő természeti környezetet biztosít a vízi szárnyasok szaporodásához, fajban és számban is gazdag populáció jött létre. Bháratpur maharadzsái ezt kihasználva, nagyszabású vadászatokat rendeztek, amely jelentős pusztítást végzett az állományban. A feljegyzések szerint itt vadászott Lord Curzon brit alkirály, de a 20. század elején is még 5000 példány pusztulásáról vannak említések, amikor Lord Linglithgow tiszteletére rendeztek vadászatot. India 1947-es függetlenségét követően madárvédelmi területté nyilvánították, de a vadászatot csak 1971-ben tiltották be. 1981-ben lett hivatalosan is nemzeti park.Az UNESCO 1985-ben vette fel a világörökségi listára mint természeti helyszínt (x) a világ egyik leggazdagabb vízi madárvilága miatt.

## Faunája és flórája

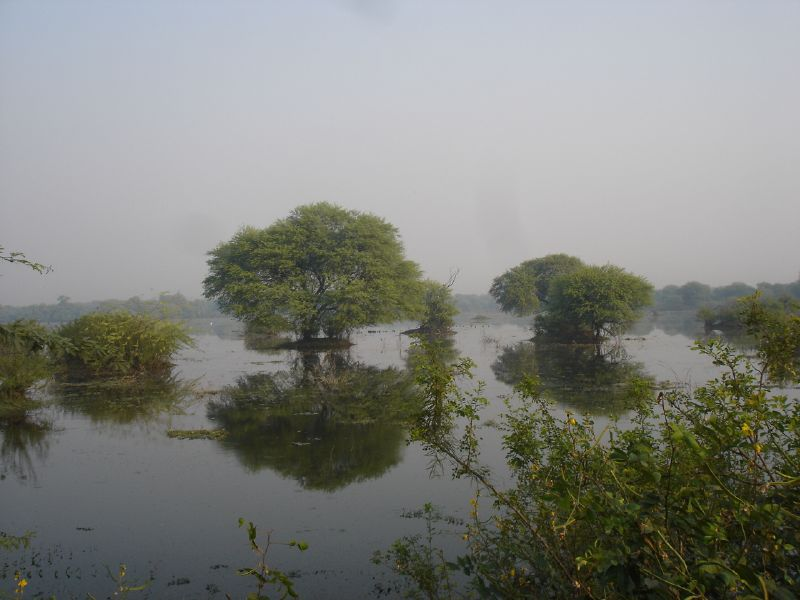
Kikarfák

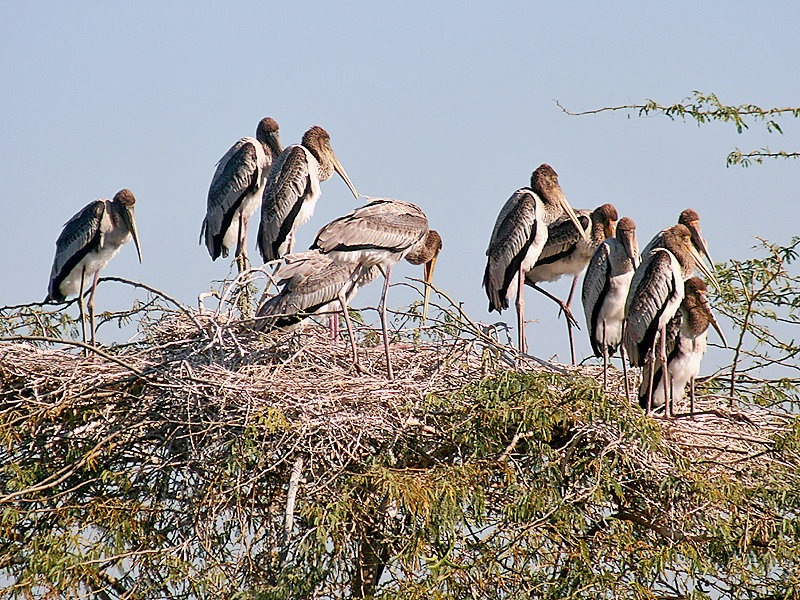
Hindu gólyák

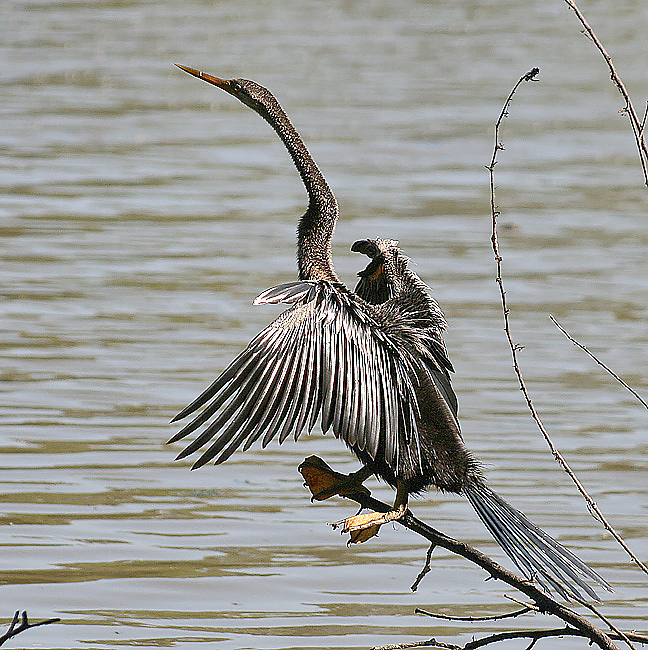
Kígyónyakú madár

A parkban a bozótosok, rétek, nádasok között a legjellemzőbb fa a kikar- vagy más néven babulfa (Acacia nilotica). Esetenként akár száz különféle faj is meg tud telepedni egy-egy fán.
A nemzeti parkban közel 400 madárfajt számláltak. Szeptember és február közötti időszakban a vándormadarak mintegy egymillió példánya fordul meg itt, köztük számos veszélyeztetettnek nyilvánított faj is.
A szibériai daru mintegy 30 éve vándorol, több mint 6000 kilométert repülve, hogy a nyarat itt töltse. Számuk rohamosan csökken: míg a nyolcvanas évek közepén 40 000 példány tette meg az utat, addig az ezredfordulón már csak kétezer. Egy orosz-indiai-japán összefogás szerette volna megfordítani a trendet, többek között fogságban kitenyésztett példányok telepítésével, de a kísérlet kudarcba fulladt. Ma már alig néhány példány érkezik Keoladeóba.
Különleges darufajta a hódaru, melyből pár száz példány él a Földön. Az Ob folyótól indulva mintegy 680 kilométert megtéve érkezik ide.
A kihalás szélén álló vándormadár a lile. Mintegy 200 párra tehető számuk az egész világon. Kazahsztán területéről érkezik ide, Indiában máshol nem látható. Számuk azonban csökken, 2006-ban már csak egy tucat példányt figyeltek meg a területen.
A parányi fitiszfüzike szintén Szibériából vándorol el idáig, noha kifejlett mérete az emberi kisujjnál nem nagyobb.
Fenti, kiemelt jelentőségűeken kívül itt fészkel még számos gólya fajta (például az Ázsiai tátogató gólya, a gyapjasnyakú gólya, a fehér gólya és a hindu gólya), 17 gémfaj, íbiszek, pelikánok, több sasfajta (például a pusztai sas, a indiai békászósas, a parlagi sas és a szavannasas is), több bagoly és kuvik fajta (például az európai törpekuvik, füles- és Brama kuvikok, valamint a barna halászbagoly, erdei fülesbagoly, gyöngybagoly és az uhu is).
A madarakon kívül számos hüllő és emlős állat is otthont talált itt, így például vagy ötfajta gyík, varánusz, hétfajta teknős, egy helyi piton fajta, a nagy sziklapiton, de megtalálható többek között a bengáli róka, az aranysakál, az antilop, a számbárszarvas, a vaddisznó és a tarajos sül is.

## Gazdasági jelentősége
Tudományos jelentőségén túl, gazdasági szempontból is jelentékeny a park. Évi több százezer turista érkezik ide, hogy csónakokon, riksákon járják be a területet, fontos bevételi lehetőséget biztosítva a helyieknek.